# 拉吉斯拉夫·库纳
拉吉斯拉夫·库纳（1947年4月3日—2012年2月1日），斯洛伐克男子足球运动员，司职中场。他曾代表捷克斯洛伐克国家队参加1970年国际足联世界杯，结果队伍止步小组赛阶段。